# Aéroport de Trabzon
L'aéroport de Trabzon/Trébizonde (code IATA : TZX • code OACI : LTCG) est un aéroport desservant la ville de Trébizonde, à l'est de la mer Noire en Turquie. L'aéroport a ouvert en 1957. En 2017, il accueillait 4 153 000 passagers, pour 90 % de destinations nationales. La même année, l'aéroport de Trabzon était le 7e aéroport le plus fréquenté du pays.

## Situation
| Adana Ankara Antalya Antioche Bodrum-Milas Dalaman Denizli Elâzığ Istanbul Sabiha-Gökçen Izmir Trabzon / Trébizonde Gaziantep Diyarbakır Kayseri Samsun Van Erzurum Konya Gazipaşa Malatya |

| Adana Ankara Antalya Antioche Bodrum-Milas Dalaman Denizli Elâzığ Istanbul Sabiha-Gökçen Izmir Trabzon / Trébizonde Gaziantep Diyarbakır Kayseri Samsun Van Erzurum Konya Gazipaşa Malatya |

## Accidents et incidents
Le 13 janvier 2018, un Boeing 737-800, vol Pegasus Airlines 8622 a dérapé et a versé sur une falaise au bord de la mer sans faire de blessés parmi les 162 passagers et 6 membres d'équipage.

## Compagnies aériennes et destinations
| Compagnies        | Destinations |
| ----------------- | --- |
| Air Arabia        | Charjah |
| AJet              | Ankara Esenboğa, Istanbul-S. Gökçen, Van-F. Melen (en) |
| Corendon Airlines | En saison: Cologne/Bonn-K. Adenauer, Düsseldorf |
| flyadeal          | En saison: Djeddah - Roi-Abdelaziz, Riyad-roi Khaled |
| flydubai          | En saison: Dubaï |
| Flynas            | En saison: Buraydah, Riyad-roi Khaled |
| Iraqi Airways     | En saison: Bagdad |
| Jazeera Airlines  | En saison: Koweït |
| Kuwait Airways    | En saison: Koweït |
| Oman Air          | Mascate |
| Pegasus Airlines  | Adana-Sakirpasa, Antalya, Istanbul-S. Gökçen, Izmir-A. Menderes En saison: - Manama-Bahreïn, - Dammam-roi Fahd, - Djeddah - Roi-Abdelaziz, - Koweït, - Riyad-roi Khaled, - Tel Aviv - Ben Gourion |
| Qatar Airways     | Doha-Hamad |
| SalamAir          | En saison: Mascate |
| SunExpress        | Antalya, Manama-Bahreïn, Düsseldorf, Izmir-A. Menderes En saison: Francfort, Stuttgart |
| Turkish Airlines  | Manama-Bahreïn, Istanbul, Yanbu En saison: Berlin-Brandebourg, Munich-F. J. Strauß |

Édité le 14/03/2019  Actualisé le 02/06/2023

## Statistiques de fréquentation
Pour des raisons techniques, il est temporairement impossible d'afficher le graphique qui aurait dû être présenté ici.

Voir la requête brute et les sources sur Wikidata.
| Année | National  | Variation | International | Variation | Total     | Variation |
| ----- | --------- | --------- | ------------- | --------- | --------- | --------- |
| 2012  | 2 355 236 | 8,0 %     | 74 637        | 17,0 %    | 2 429 873 | 7,0 %     |
| 2011  | 2 190 503 | 15,0 %    | 89 514        | 32,0 %    | 2 280 017 | 15,0 %    |
| 2010  | 1 895 600 | 24,0 %    | 67 568        | 4,0 %     | 1 963 168 | 23,0 %    |
| 2009  | 1 531 780 | 10,9 %    | 65 125        | 26,7 %    | 1 596 905 | 8,7 %     |
| 2008  | 1 380 926 | 1,2 %     | 88 787        | 3,7 %     | 1 469 713 | 0,9 %     |
| 2007  | 1 397 175 | /         | 85 585        | /         | 1 482 760 | /         |